# 焦普
焦普，山西澤州人，明朝政治人物，举人出身。

## 生平
洪武五年，山西乡试中举。后担任浙江道監察御史。